# 安妮·沃尔德曼
安妮·沃尔德曼 (英語：Anne Waldman, 1945年4月2日—)是一位美国诗人。

## 生平
从1960年代起，沃尔德曼以作者、表演者、合作者、教授、编辑、学者、文化/政治活动家的身份活跃于“Outrider”实验诗歌团体。她也与垮掉派诗人有所联系。